# Марина Освальд-Портер
Марина Миколаївна Освальд-Портер (англ. Marina Oswald Porter, рос. Марина Николаевна Освальд-Портер, до шлюбу Прусако́ва; нар. 17 липня 1941, Сєверодвінськ) — російська фармацевтка, вдова Лі Гарві Освальда, який був, згідно з чотирма урядовими розслідуваннями, визнаний убивцею 35-го президента США Джона Ф. Кеннеді. 
Одружилася з Освальдом під час його тимчасової втечі до СРСР, емігрувала з ним до США. Марина не була залучена до вбивства. Після смерті Освальда одружилася вдруге. Проживає в США і досі не вірить, що Освальд міг убити Кеннеді.
1981 року зажадала ексгумувати тіло Освальда, наполягаючи, що в труні лежить його двійник — радянський агент. Проведена експертиза показала, що останки в труні належать Лі Гарві Освальду.